# Băuțar
Băuțar é uma comuna romena localizada no distrito de Caraș-Severin, na região de Banato. A comuna possui uma área de 187.98 km² e sua população era de 2713 habitantes segundo o censo de 2007.